# Stig Kristiansen
Stig Kristiansen (Oslo, 12 d'agost de 1970) fou un ciclista noruec. El seu principal èxit fou la medalla de bronze al Campionat del Món en Contrarellotge per equips de 1991, i diferents campionats nacionals.
Era net del campió olímpic Bernt Evensen. Ell mateix va participar en els Jocs de Barcelona de 1992.

## Palmarès
- 1992
  -  Campió de Noruega en contrarellotge per equips
- 1994
  -  Campió de Noruega en contrarellotge
  -  Campió de Noruega en contrarellotge per equips
- 1995
  -  Campió de Noruega en contrarellotge per equips
- 1998
  -  Campió de Noruega en critèrium
  -  Campió de Noruega en contrarellotge per equips